# Ghana en los Juegos Olímpicos de Pekín 2022
Ghana estuvo representado en los Juegos Olímpicos de Pekín 2022 por un deportista que compitió en esquí alpino. Responsable del equipo olímpico es el Comité Olímpico de Ghana, así como las federaciones deportivas nacionales de cada deporte con participación.
El portador de la bandera en la ceremonia de apertura fue el esquiador alpino Carlos Mäder. El equipo olímpico ghanés no obtuvo ninguna medalla en estos Juegos.